# ネクラソフスカヤ線
ネクラソフスカヤ線(ロシア語: Некрасовская линия  ) は、モスクワ地下鉄の15番目の地下鉄路線。コシノ駅とネクラソフカ駅間の最初の区間は、2019年6月3日に開通した。2番目の区間は2020年3月27日に開通した。市当局は、完成すれば、タガーンスコ＝クラスノプレースネンスカヤ線の旅客輸送が緩和されることを期待している。

## 名称
建設中、この路線はコジュホフスカヤ線と呼ばれていた。この地域の小さな村に由来する名称についての懸念の 1 つは、リュビリーンスコ＝ドミトロフスカヤ線のコジュホフスカヤ駅が、同名の別の村から名前が付けられたものであるということであった。そのため、混乱する可能性があった。
市はActive Citizenポータルを介して投票を開始し、この路線を ネクラソフスカヤ線に改名した。回答者の73.4% が名称の変更を支持し、賛成票を投じた。2018年11月の時点で、公式のモスクワ地下鉄路線図はこの路線をネクラソフスカヤ線と呼んでいた。モスクワの住民が新しい路線の名称変更に賛成票を投じたのは、この2年間で2回目であった。

## 駅
この路線は、ニジェゴロツカヤ・ウリツァ駅からアヴィアモーターナヤ駅までの大環状線の別区間と同時に開通し、その間を直通運転する。大環状線の完成後、サービスはニジェゴロツカヤ・ウリツァ駅に削減され、他線への対面乗り換えが使用される。
| 駅名                           | 駅名                | 接続                                         | 備考 |
| 日本語                         | ロシア語            | 接続                                         | 備考 |
| ------------------------------ | ------------------- | -------------------------------------------- | ---- |
|                                |                     |                                              |      |
| ニジェゴロツカヤ駅             | Нижегородская       | ニジェゴロツカヤ駅 ニジェゴロツカヤ駅        |      |
| スタハノフスカヤ駅             | Стахановская        | スタハノフスカヤ駅                           |      |
| オスカヤ駅                     | Окская              |                                              |      |
| ユーゴ・ボストーチナヤ駅       | Юго-Восточная       |                                              |      |
| コシノ駅                       | Косино              | レールモントフスキー プロスペクト駅 コシノ駅 |      |
| ウリツァ・ドミトリエフスコゴ駅 | Улица Дмитриевского |                                              |      |
| ルクマノフスカヤ駅             | Лухмановская        |                                              |      |
| ネクラーソフカ駅               | Некрасовка          |                                              |      |
|                                |                     |                                              |      |